# Barreiros (ort)
Barreiros är en ort i Brasilien.   Den ligger i kommunen Barreiros och delstaten Pernambuco, i den östra delen av landet, 1 600 kilometer nordost om huvudstaden Brasília. Barreiros ligger 28 meter över havet och antalet invånare är 35 565.
Terrängen runt Barreiros är platt. Barreiros är det största samhället i trakten.
Omgivningarna runt Barreiros är en mosaik av jordbruksmark och naturlig växtlighet. Runt Barreiros är det ganska tätbefolkat, med 222 invånare per kvadratkilometer.